# 大三沢リッドルスタジアム
大三沢リッドルスタジアム（だいみさわリッドルスタジアム）は、かつて青森県大三沢町（現在の三沢市）にあった野球場である。

## 歴史
大三沢町は元々大日本帝国海軍三沢海軍飛行隊のあった地域だったが、太平洋戦争の敗戦に伴い1945年、アメリカ軍に接収された。このころから、米軍兵が多数訪れ、街中の空き地や広場では米軍チームが地元チームとの野球大会を行っていた。しかしながら本格的な野球専用球場がなかったことを見かねた、米軍基地の維持管理司令官のリッドルは、同町内に本格的な野球場の建設をするように命じ、1949年、6-7段程度の木製の内野スタンドが付けられた本格的な野球場が完成し、設置者のリッドルを記念して「大三沢リッドルスタジアム」と命名された。
1950年、日本野球機構のセントラル・リーグから読売ジャイアンツ対西日本パイレーツ、中日ドラゴンズ対広島カープの2カード・4チームが集結した変則ダブルヘッダーが行われ、地元市民を中心に約5000人を集めて盛大に開催された。この2試合が同球場最初で最後のプロ野球公式戦である。
1960年、市街地の都市再開発に伴い、球場が閉鎖され、のちに三沢市公会堂が設けられた。
2022年、日本野球伝来150周年記念「日本野球聖地・名所150選」の1か所に指定された。